# Плоска могила
Плòска могѝла е село в Южна България, община Стара Загора, област Стара Загора.

## География
Село Плоска могила се намира на около 15 km източно от областния и общински център град Стара Загора и 17 km запад-югозападно от град Нова Загора. Разположено е в Старозагорското поле на Горнотракийската низина. Надморската височина в центъра на селото е около 145 m, теренът е равен.
В източната част на селото, на около 150 m югоизточно от кметството има върху площ около 0,7 – 0,8 ha ниска (с височина около 2 – 2,5 m над околния терен) селищна могила („плоска“ могила), дала името на селото.
Климатът е преходно-континентален.
Общинският път през село Плоска могила води:
- на изток до село Хан Аспарухово и връзка в него с третокласния републикански път III-5701, свързан на север при село Подслон с второкласния републикански път II-66 (на запад към Стара Загора, на изток към Нова Загора), а на юг след село Пшеничево в село Сърнево – с второкласния републикански път II-57 (на запад към Стара Загора, на изток към град Раднево);
- на югозапад след село Горно Ботево и на север от него кръстовище с републикански път II-66 – до село Дълбоки и други села нататък.

На около 6 km южно от селото минава автомагистрала „Тракия“, с която то няма пряка връзка.
Северно от селото има спирка „Плоска могила“ на минаващата край него железопътна линия Пловдив – Бургас.
Землището на село Плоска могила граничи със землищата на: село Дълбоки на север; село Оряховица на североизток; село Хан Аспарухово на изток; село Горно Ботево на юг и запад.
Етническият състав на населението на село Плоска могила по численост и дял на етническите групи според преброяването през 2011 г. е:
| Етнически групи     | Численост | Дял (в %) |
| Общо                | 278       | 100       |
| Българи             | 174       | 62,59     |
| Турци               | 0         | 0         |
| Цигани              | ...       | ...       |
| Други               | ...       | ...       |
| Не се самоопределят | ...       | ...       |
| Не отговорили       | 99        | 35,61     |

Числеността на населението на село Плоска могила по данните от преброяванията от 1934 г. насам се променя както следва:
| \| Година на преброяване \| Численост \| \| --------------------- \| --------- \| \| 1934 \| 445 \| \| 1946 \| 502 \| \| 1956 \| 465 \| \| 1965 \| 440 \| \| 1975 \| 383 \| \| 1985 \| 365 \| \| 1992 \| 345 \| \| 2001 \| 296 \| \| 2011 \| 278 \| \| 2021 \| 269 \| |           |
| Година на преброяване | Численост |
| 1934 | 445       |
| 1946 | 502       |
| 1956 | 465       |
| 1965 | 440       |
| 1975 | 383       |
| 1985 | 365       |
| 1992 | 345       |
| 2001 | 296       |
| 2011 | 278       |
| 2021 | 269       |

## История
След Руско-турската война 1877 – 1878 г. по Берлинския договор 1878 г. селото – тогава с име Читалии, остава в Източна Румелия; присъединено е към България след Съединението 1885 г. Село Читалии е преименувано на Плоска могила през 1906 г.
Училище в село Читалии (Плоска могила) е създадено през 1889 г. с наименование „Читалийско начално училище“. През 1930 г. училището приема името „Васил Евстатиев Априлов“. Последната съхранена архивна документация на училището е от 1970 г. След 1970 г. учениците от Плоска могила посещават училището в село Стамово (Хан Аспарухово).
Читалище „Просвета“ в село Плоска могила е създадено през 1930 г. През 2009 г. на законово основание към наименованието му „Просвета“ е добавена годината на неговото първоначално създаване и то става „Просвета-1930 г.“. През 1960 г. е построена нова читалищна сграда с доброволен труд на населението.

## Обществени институции
Село Плоска могила към 2025 г. е център на кметство Плоска могила.
В село Плоска могила към 2025 г. има:
- читалище „Просвета-1930 г.“;[17]
- пенсионерски клуб.

## Личности
Българският състезател по борба свободен стил Станчо Колев е жител на селото. Благодарение на неговите усилия селото се сдобива с железопътна спирка.